# Чере
Чере — село в Хівському районі Дагестану.
Від адміністративного центру району, села Хів 29 км.
В селі 53 двори (колись було 250). Тухуми (роди): Жабхар, Дашар, Аьрхяр, Мурадхнар, Аьли-мирзиндар, СикІ Уьмрар, Мягьяр, Ханмирзйир, Аьлимягья-маддиндар, Гурхйир, Бакьчар, Абумислимар, Ферзялдиндар, Керимдиндар, Айдемириндар, Ккадашар, Рашиддиндар, Хай-ирбегар, Недючер, Шагьламазар.